# Rhythm & Blues (álbum)
Rhythm & Blues es el decimotercer álbum de estudio del cantante británico de rock Robert Palmer, publicado en 1999 por Eagle Records. De acuerdo con el crítico Stephen Thomas Erlewine de Allmusic el disco no solo presenta rhythm and blues, sino también blue-eyed soul y funk con toques de pop rock que da como resultado un elegante pop adult contemporary.
El álbum no ingresó en la lista estadounidense Billboard 200 y tuvo un suceso limitado en el Reino Unido, puesto que solo llegó hasta la posición 118 en el UK Albums Chart. Para promocionarlo en el mismo año se lanzó su único sencillo «True Love» que se ubicó en la casilla 87 en el UK Singles Chart.

## Lista de canciones
| N.º | Título                                     | Escritor(es)                                  | Duración |  |
| 1.  | «True Love»                                | Robert Palmer, Sharon O'Neill, Alan Mansfield | 4:19     |  |
| 2.  | «No Problem»                               | Palmer                                        | 3:35     |  |
| 3.  | «Let's Get It On» (versión de Marvin Gaye) | Marvin Gaye, Ed Townsend                      | 4:09     |  |
| 4.  | «Stone Cold»                               | Palmer                                        | 4:28     |  |
| 5.  | «Sex Appeal»                               | Palmer                                        | 4:34     |  |
| 6.  | «Work to Make It Work» (versión '99)       | Palmer                                        | 3:34     |  |
| 7.  | «All the Will in the World»                | Palmer                                        | 4:57     |  |
| 8.  | «You're Not the Only One»                  | Palmer                                        | 3:39     |  |
| 9.  | «Mr. Wise Guy»                             | Palmer                                        | 3:32     |  |
| 10. | «I Choose You»                             | Robert Palmer, Willie Hutch                   | 4:18     |  |
| 11. | «Dance for Me»                             | Palmer                                        | 3:53     |  |
| 12. | «Twenty Million Things»                    | Jed Levy, Lowell George                       | 3:09     |  |

## Músicos
Los créditos de los músicos no es presentado por los instrumentos que toca cada uno, sino por su participación en cada pita:
- Robert Palmer: voz y arreglos
- Alan Mansfield (pista 1)
- Carl Carlton (pistas 2, 3, 7, 8 y 11)
- Bertram Engel, Bill Payne, Ken Taylor y Pascal Kravetz (pistas 3, 7 y 8)
- James Palmer y Mauro Spina: percusión (pista 12)
- Mary Ambrose: coros y cuerdas (pista 12)
- Sharon O'Neill: coros (pista 12)